# Mistrzostwa NACAC w Lekkoatletyce 2018
3. Mistrzostwa NACAC w Lekkoatletyce – zawody lekkoatletyczne zorganizowane pod egidą North America, Central America and Caribbean Athletic Association w Toronto pomiędzy 10 a 12 sierpnia 2018.

## Rezultaty

### Mężczyźni
| Konkurencja:                  | 1. miejsce                                                                              | Rezultat | 2. miejsce                                                                  | Rezultat | 3. miejsce                                                                          | Rezultat |
| Bieg na 100 m                 | Tyquendo Tracey                                                                         | 10,03    | Kendal Williams                                                             | 10,11    | Cameron Burrell                                                                     | 10,12    |
| Bieg na 200 m                 | Kyle Greaux                                                                             | 20,11    | Aaron Brown                                                                 | 20,20    | Nigel Ellis                                                                         | 20,57    |
| Bieg na 400 m                 | Demish Gaye                                                                             | 45,47    | Nery Brenes                                                                 | 45,67    | Fitzroy Dunkley                                                                     | 45,76    |
| Bieg na 800 m                 | Brandon McBride                                                                         | 1:46,14  | Marco Arop                                                                  | 1:46,82  | Wesley Vázquez                                                                      | 1:47,63  |
| Bieg na 1500 m                | Izaic Yorks                                                                             | 3:51,85  | Patrick Casey                                                               | 3:51,87  | Charles Philibert-Thiboutot                                                         | 3:52,60  |
| Bieg na 5000 m                | Hassan Mead                                                                             | 14:00,18 | Riley Masters                                                               | 14:01,04 | Justyn Knight                                                                       | 14:01,77 |
| Bieg na 10 000 m              | Lopez Lomong                                                                            | 29:49,03 | Elkanah Kibet                                                               | 29:51,37 | Reed Fischer                                                                        | 29:53,63 |
| Bieg na 110 m przez płotki    | Hansle Parchment                                                                        | 13,28    | Aleec Harris                                                                | 13,47    | Shane Brathwaite                                                                    | 13,62    |
| Bieg na 400 m przez płotki    | Kyron McMaster                                                                          | 48,18    | Annsert Whyte                                                               | 48,91    | Khallifah Rosser                                                                    | 49,13    |
| Bieg na 3000 m z przeszkodami | Andy Bayer                                                                              | 8:28,55  | Travis Mahoney                                                              | 8:29,29  | Jordan Mann                                                                         | 8:45,14  |
| Sztafeta 4 × 100 m            | Kanada · Bismark Boateng · Jerome Blake · Mobolade Ajomale · Aaron Brown                | 38,57    | Barbados · Shane Brathwaite · Mario Burke · Burkheart Ellis · Jaquone Hoyte | 38,69    | Trynidad i Tobago · Nathan Farinha · Jonathan Farinha · Jalen Purcell · Kyle Greaux | 38,89    |
| Sztafeta 4 × 400 m            | Stany Zjednoczone · Nathan Strother · Obi Igbokwe · Michael Cherry · Kahmari Montgomery | 3:00,60  | Bahamy · O’Jay Ferguson · Teray Smith · Michael Mathieu · Alonzo Russell    | 3:03,80  | Kuba · Leandro Zamora · Adrián Chacón · Rubén Caballero · Yoandys Lescay            | 3:04,11  |
| Chód na 20 000 m              | Evan Dunfee                                                                             | 1:25:39  | Nick Christie                                                               | 1:30:11  | John Cody Risch                                                                     | 1:36:05  |
| Skok wzwyż                    | Jeron Robinson                                                                          | 2,28     | Michael Mason                                                               | 2,28     | Django Lovett Donald Thomas                                                         | 2,28     |
| Skok o tyczce                 | Scott Houston                                                                           | 5,45     | Shawnacy Barber                                                             | 5,40     |                                                                                     |          |
| Skok w dal                    | Marquis Dendy                                                                           | 8,29     | Tajay Gayle                                                                 | 8,24     | Ramone Bailey                                                                       | 8,09     |
| Trójskok                      | Jordan Díaz                                                                             | 16,83    | Chris Benard                                                                | 16,73    | KeAndre Bates                                                                       | 16,65    |
| Pchnięcie kulą                | Darrell Hill                                                                            | 21,68    | Tim Nedow                                                                   | 21,02    | O’Dayne Richards                                                                    | 20,89    |
| Rzut dyskiem                  | Fedrick Dacres                                                                          | 68,47    | Traves Smikle                                                               | 65,46    | Reginald Jagers                                                                     | 62,70    |
| Rzut młotem                   | Roberto Sawyers                                                                         | 72,94    | Alex Young                                                                  | 72,75    | Adam Keenan                                                                         | 72,72    |
| Rzut oszczepem                | Anderson Peters                                                                         | 79,65    | Curtis Thompson                                                             | 76,02    | Markim Felix                                                                        | 75,14    |

### Kobiety
| Konkurencja:                  | 1. miejsce                                                                            | Rezultat | 2. miejsce                                                                           | Rezultat | 3. miejsce                                                                      | Rezultat |
| Bieg na 100 m                 | Jenna Prandini                                                                        | 10,96    | Jonielle Smith                                                                       | 11,07    | Crystal Emmanuel                                                                | 11,11    |
| Bieg na 200 m                 | Shericka Jackson                                                                      | 22,64    | Crystal Emmanuel                                                                     | 22,67    | Phyllis Francis                                                                 | 22,91    |
| Bieg na 400 m                 | Stephenie Ann McPherson                                                               | 51,15    | Aiyanna Stiverne                                                                     | 52,00    | Brionna Thomas                                                                  | 52,19    |
| Bieg na 800 m                 | Ajeé Wilson                                                                           | 1:57,52  | Natoya Goule                                                                         | 1:57,95  | Rose Mary Almanza                                                               | 2:00,15  |
| Bieg na 1500 m                | Kate Grace                                                                            | 4:06,23  | Shannon Osika                                                                        | 4:06,92  | Gabriela Stafford                                                               | 4:07,36  |
| Bieg na 5000 m                | Rachel Schneider                                                                      | 15:26,19 | Lauren Paquette                                                                      | 15:39,40 | Kate Van Buskirk                                                                | 15:50,35 |
| Bieg na 10 000 m              | Marielle Hall                                                                         | 33:27,19 | Rochelle Kanuho                                                                      | 33:28,83 | Rachel Cliff                                                                    | 33:30,16 |
| Bieg na 100 m przez płotki    | Kendra Harrison                                                                       | 12,55    | Danielle Williams                                                                    | 12,61    | Andrea Vargas                                                                   | 12,91    |
| Bieg na 400 m przez płotki    | Shamier Little                                                                        | 53,32    | Janieve Russell                                                                      | 53,81    | Georganne Moline                                                                | 54,26    |
| Bieg na 3000 m z przeszkodami | Mel Lawrence                                                                          | 9:45,36  | Emily Oren                                                                           | 9:56,66  | Megan Rolland                                                                   | 9:59,85  |
| Sztafeta 4 × 100 m            | Stany Zjednoczone · Kiara Parker · Shania Collins · Dezerea Bryant · Jenna Prandini   | 42,50    | Jamajka · Shelly-Ann Fraser-Pryce · Jura Levy · Jonielle Smith · Shericka Jackson    | 43,33    | Kanada · Shaina Harrison · Crystal Emmanuel · Phylicia George · Jellisa Westney | 43,50    |
| Sztafeta 4 × 400 m            | Stany Zjednoczone · Briana Guillory · Jasmine Blocker · Kiana Horton · Courtney Okolo | 3:26,08  | Jamajka · Stephenie Ann McPherson · Tiffany James · Anastasia Le-Roy · Christine Day | 3:27,25  | Kanada · Micha Powell · Aiyanna Stiverne · Travia Jones · Alicia Brown          | 3:28,04  |
| Chód na 20 000 m              | Maria Michta-Coffey                                                                   | 1:36:34  | Mirna Ortiz                                                                          | 1:38:36  | Katie Burnett                                                                   | 1:39:31  |
| Skok wzwyż                    | Levern Spencer                                                                        | 1,91     | Elizabeth Patterson                                                                  | 1,88     | Loretta Blaut                                                                   | 1,82     |
| Skok o tyczce                 | Katie Nageotte                                                                        | 4,75     | Yarisley Silva                                                                       | 4,70     | Sandi Morris                                                                    | 4,5      |
| Skok w dal                    | Sha’Keela Saunders                                                                    | 6,60     | Quanesha Burks                                                                       | 6,59     | Tissanna Hickling                                                               | 6,38     |
| Trójskok                      | Shanieka Ricketts                                                                     | 14,25    | Tori Franklin                                                                        | 14,09    | Thea LaFond                                                                     | 13,74    |
| Pchnięcie kulą                | Maggie Ewen                                                                           | 18,22    | Cleopatra Borel                                                                      | 17,83    | Jessica Ramsey                                                                  | 17,80    |
| Rzut dyskiem                  | Yaimé Pérez                                                                           | 61,97    | Valarie Allman                                                                       | 59,67    | Maggie Ewen                                                                     | 59,00    |
| Rzut młotem                   | DeAnna Price                                                                          | 74,60    | Jillian Weir                                                                         | 71,96    | Brooke Andersen                                                                 | 70,05    |
| Rzut oszczepem                | Ariana Ince                                                                           | 59,59    | Bethany Drake                                                                        | 54,07    | Coralys Ortiz                                                                   | 53,11    |

## Tabela medalowa
| Poz. | Państwo                    |    |    |    | Razem |
| ---- | -------------------------- | -- | -- | -- | ----- |
| 1.   | Stany Zjednoczone          | 25 | 17 | 19 | 61    |
| 2.   | Jamajka                    | 7  | 10 | 5  | 22    |
| 3.   | Kanada                     | 3  | 8  | 10 | 21    |
| 4.   | Kuba                       | 2  | 1  | 1  | 4     |
| 5.   | Kostaryka                  | 1  | 1  | 1  | 3     |
| 5.   | Trynidad i Tobago          | 1  | 1  | 1  | 3     |
| 7.   | Grenada                    | 1  | 0  | 1  | 2     |
| 8.   | Brytyjskie Wyspy Dziewicze | 1  | 0  | 0  | 1     |
| 8.   | Saint Lucia                | 1  | 0  | 0  | 1     |
| 10.  | Barbados                   | 0  | 1  | 1  | 2     |
| 11.  | Gwatemala                  | 0  | 1  | 0  | 1     |
| 12.  | Bahamy                     | 0  | 0  | 2  | 2     |
| 12.  | Portoryko                  | 0  | 0  | 2  | 2     |
| 14.  | Dominika                   | 0  | 0  | 1  | 1     |
|      | Suma                       | 42 | 42 | 42 | 126   |